# Punto Rojo (película de 2021)
Punto Rojo es una película argentina de comedia-acción que se estrenó en noviembre de 2021 en el 36º Festival Internacional de Cine de Mar del Plata, competencia oficial. Fue escrita y dirigida por Nicanor Loreti y protagonizada por Demián Salomón.

## Argumento
En alguna zona descampada de la Provincia de Buenos Aires, Diego está participando de un concurso radial en el cual debe responder una serie de preguntas sobre su amado Racing Club. Mientras tanto, en un abrir y cerrar de ojos, un hombre cae desde el cielo sobre el capó de su auto, otro aparece amordazado dentro del baúl, una agente secreta hace su entrada con un arma en la mano y un avión se estrella a solo unos metros del lugar. La accidentada primera secuencia es apenas el punto de partida del film. Un abanico de desesperados personajes le da forma a una película desenfrenada, fresca y con un estilo que contadas veces se encuentra en el cine argentino. 

## Reparto
- Demián Salomón como Diego
- Moro Anghileri como Paula
- Edgardo Castro como Edgardo
- Matías Lértora como Osvaldo
- Paula Manzone como Mercedes
- Juan Palomino como Jefe Interpol
- Constanza Cardillo como Rita
- Pablo Sala como Torto

## Premios
- Premio Patacón a Mejor Interpretación Masculina (Fundación SAGAI), otorgado a Demián Salomón, en el 36º Festival Internacional de Cine de Mar del Plata.[1]